# Camilla Borsotti
Camilla Borsotti (* 2. Februar 1988 in Lanzo Torinese) ist eine ehemalige italienische Skirennläuferin. Sie startete in allen Disziplinen, wobei sie sich im Weltcup vorwiegend auf den Super-G und die Abfahrt spezialisierte sowie an Kombinationen teilnahm. Ihr Bruder Giovanni Borsotti ist ebenfalls Skirennläufer.

## Biografie
Borsotti trat erstmals international in Erscheinung, als sie im April 2003 den Super-G des Whistler Cups gewann. Ihre ersten FIS-Rennen bestritt sie im Dezember 2003 im Alter von 15 Jahren. Ihr Debüt im Europacup hatte sie im Dezember 2004, die ersten Punkte in dieser Rennserie gewann sie am 9. Januar 2005 mit Platz 24 im Slalom von Leukerbad. Zwei Wochen später nahm sie am Europäischen Olympischen Jugendfestival in der Region Monthey teil, wo sie im Super-G die Goldmedaille und sowohl im Slalom als auch im Riesenslalom die Silbermedaille gewann. Bei den Juniorenweltmeisterschaften 2005 erreichte Borsotti Rang vier in der Kombinationswertung und Rang zehn im Slalom. Noch erfolgreicher war sie ein Jahr später bei den Juniorenweltmeisterschaften 2006, als sie im Super-G hinter Anna Fenninger die Silbermedaille im Super-G gewann; hinzu kam Platz 6 in der Abfahrt.
Im Weltcup ging Borsotti erstmals am 29. Dezember 2005 im Slalom von Lienz an den Start, am 15. Dezember 2006 holte sie in der Super-Kombination auf der Reiteralm mit Rang 27 ihre ersten Weltcuppunkte. Platzierungen in den Weltcup-Punkterängen blieben jedoch meist die Ausnahme. Obgleich sie seit 2006 auch in Abfahrten und Super-G startete, konnte sie lange Zeit nur in der Super-Kombination Weltcuppunkte sammeln. In dieser Disziplin erreichte sie bis Januar 2012 drei Top-10-Ergebnisse, wobei ihre besten Platzierungen zwei siebte Plätze in St. Anton am Arlberg am 22. Dezember 2007 und in Tarvis am 4. März 2011 waren. Im Europacup feierte Borsotti in der Saison 2009/2010 beim Indoor-Slalom im Alpincenter Hamburg-Wittenburg und im Super-G von St. Moritz je einen Sieg. Zudem wurde sie im März 2010 sie Italienische Meisterin in der Kombination.
Im Winter 2011/2012 konnte Borsotti häufiger als zuvor im Weltcup punkten. Erste Punkte in einer Abfahrt holte sie am 28. Januar 2012 in St. Moritz, im Super-G gelang ihr dies eine Woche später in Garmisch-Partenkirchen. Während der Saison 2012/2013 klassierte sie sich fünfmal in den Punkterängen, verteilt auf drei Disziplinen. In der darauf folgenden Saison 2013/14 gelang ihr dies hingegen nur einmal, weshalb sie sich vermehrt auf den Europacup konzentrierte. Als Drittplatzierte der Super-G-Disziplinenwertung sicherte sie sich zwar einen Fixstartplatz für die kommende Weltcupsaison, konnte aber nicht davon profitieren, da sie kurz vor Saisonbeginn beim Training in Tignes eine Knöchelfraktur erlitt und den ganzen Winter 2014/15 ausfiel. Im Winter 2015/16 versuchte Borsotti, nochmals im Europacup Fuß zu fassen, entschied sich dann aber im März 2016 aufgrund fehlender Erfolge zum Rücktritt.

## Erfolge

### Weltcup
- 3 Platzierungen unter den besten zehn

### Weltcupwertungen
| Saison  | Gesamt | Gesamt | Abfahrt | Abfahrt | Super-G | Super-G | Kombination | Kombination |
| Saison  | Platz  | Punkte | Platz   | Punkte  | Platz   | Punkte  | Platz       | Punkte      |
| ------- | ------ | ------ | ------- | ------- | ------- | ------- | ----------- | ----------- |
| 2006/07 | 125.   | 4      | –       | –       | –       | –       | 44.         | 4           |
| 2007/08 | 78.    | 46     | –       | –       | –       | –       | 15.         | 46          |
| 2009/10 | 125.   | 6      | –       | –       | –       | –       | 37.         | 6           |
| 2010/11 | 94.    | 36     | –       | –       | –       | –       | 19.         | 36          |
| 2011/12 | 72.    | 71     | 41.     | 17      | 42.     | 7       | 11.         | 47          |
| 2012/13 | 76.    | 50     | 37.     | 22      | 44.     | 5       | 19.         | 23          |
| 2013/14 | 102.   | 13     | –       | –       | –       | –       | 18.         | 13          |

### Europacup
- Saison 2005/2006: 10. Slalom
- Saison 2009/2010: 7. Gesamtwertung, 7. Super-Kombination, 8. Slalom, 10. Super-G
- Saison 2010/2011: 6. Abfahrtswertung
- Saison 2011/2012: 7. Super-G-Wertung, 8. Abfahrtswertung
- Saison 2012/2013: 4. Super-G-Wertung
- Saison 2013/2014: 3. Super-G-Wertung
- 13 Podestplätze, davon 2 Siege:

| Datum             | Ort        | Land        | Disziplin     |
| ----------------- | ---------- | ----------- | ------------- |
| 20. November 2009 | Wittenberg | Deutschland | Indoor-Slalom |
| 20. Januar 2010   | St. Moritz | Schweiz     | Super-G       |

### Junioren-Weltmeisterschaften
- Bardonecchia 2005: 4. Kombination, 10. Slalom, 11. Abfahrt, 20. Riesenslalom, 28. Super-G
- Québec 2006: 2. Super-G, 6. Abfahrt, 19. Slalom
- Altenmarkt-Zauchensee 2007: 11. Slalom, 14. Abfahrt

### Weitere Erfolge
- 2 italienische Meistertitel (Super-Kombination 2010 und 2014)
- Italienische Juniorenmeisterin im Slalom 2004 und im Super-G 2005
- Europäisches Olympisches Jugendfestival 2005: 1. Super-G, 2. Slalom, 2. Riesenslalom
- 7 Siege in FIS-Rennen